# Liski
Liski (rusky Лиски) jsou město v Rusku, správní středisko Liseckého rajónu Voroněžské oblasti a významný železniční uzel. Žije zde okolo 53 000 obyvatel.

## Geografie
Město se nachází v Centrálním federálním okruhu, na řece Don, na jihu Středoruské vysočiny Leží 115 km (po silnici) jižně od Voroněže a 627 km od hlavního města Ruska, Moskvy.

## Historie
V místě současného města na levém břehu Donu stála od roku 1787 vesnice Novaja Pokrovka, zatímco ves Liski se rozkládala na opačné straně řeky. Právě v ní měla vzniknout stanice železniční trati (1870), kvůli terénním poměrům však byla nakonec zbudována v Nové Pokrovce, ale pod názvem Liski. V letech 1928–1943 se pak obec nazývala Svoboda, roku 1937 získala status města.
Během bojů Velké Vlastenecké války byly německé jednotky 6. července 1942 zastaveny naproti městu na pravém břehu Donu. V roce 1943 bylo město přejmenováno na Liski (podle pravobřežní obce a levobřežní železniční stanice). V roce 1965 bylo opět přejmenováno na Георгиу-Деж podle rumunského komunistického politika Gheorghe Gheorghiu-Deje (1901–1965), ale v roce 1991 bylo městu vráceno jméno Liski.
V roce 2006 byl na okraji města (za účasti tehdejšího ředitele RŽD Vladimira Jakunina) odhalen památník železničářům.

## Obyvatelstvo
K 1. lednu 2015 se město co do počtu obyvatel nacházelo na 305. místě z 1114 měst v Ruské federaci (v tom jsou započtena i města na sporném Krymu).
Národnostní složení
Podle sčítání lidu v roce 2010: Rusové 95,89 % (53 567 obyv.), Ukrajinci – 1,06 % (594 obyv.), Arméni – 0,76 % (427 obyv.), Turci – 0,37 % (204 obyv.), ostatní – 1,47 % (823 obyv.), neuvedlo národnost – 0,44 % (249 obyv.).

## Hospodářství a doprava
Ve městě funguje především strojírenský a potravinářský průmysl. Významným zaměstnavatelem zůstává železnice – město je důležitým železničním uzlem na Jihovýchodní dráze, sídlí zde jedna z jejích divizí a nachází se tu lokomotivní i vozové depo a železniční střední škola. Lisky leží v průsečíku tratí Moskva – Rostov na Donu a Charkov – Penza, proto mají železniční spojení s většinou velkých měst federace (mezinárodní doprava výrazně poklesla po konfliktu s Ukrajinou). V Liskách se nachází také nákladní přístav Volžsko-donské říční paroplavby.

## Osobnosti
- Ivan Nikolajevič Anikejev (1933–1992), sovětský letec, člen prvního oddílu kosmonautů
- Anatolij Ivanovič Gribkov (1919–2008), sovětský generál, jeho jméno nese jedna z ulic města[5]
- Mitrofan Andrejevič Mašin (1921–1944), hrdina Sovětského svazu
- Jevgenij Nikolajevič Sizoněnko (1964–1999), hrdina Ruské federace

## Galerie

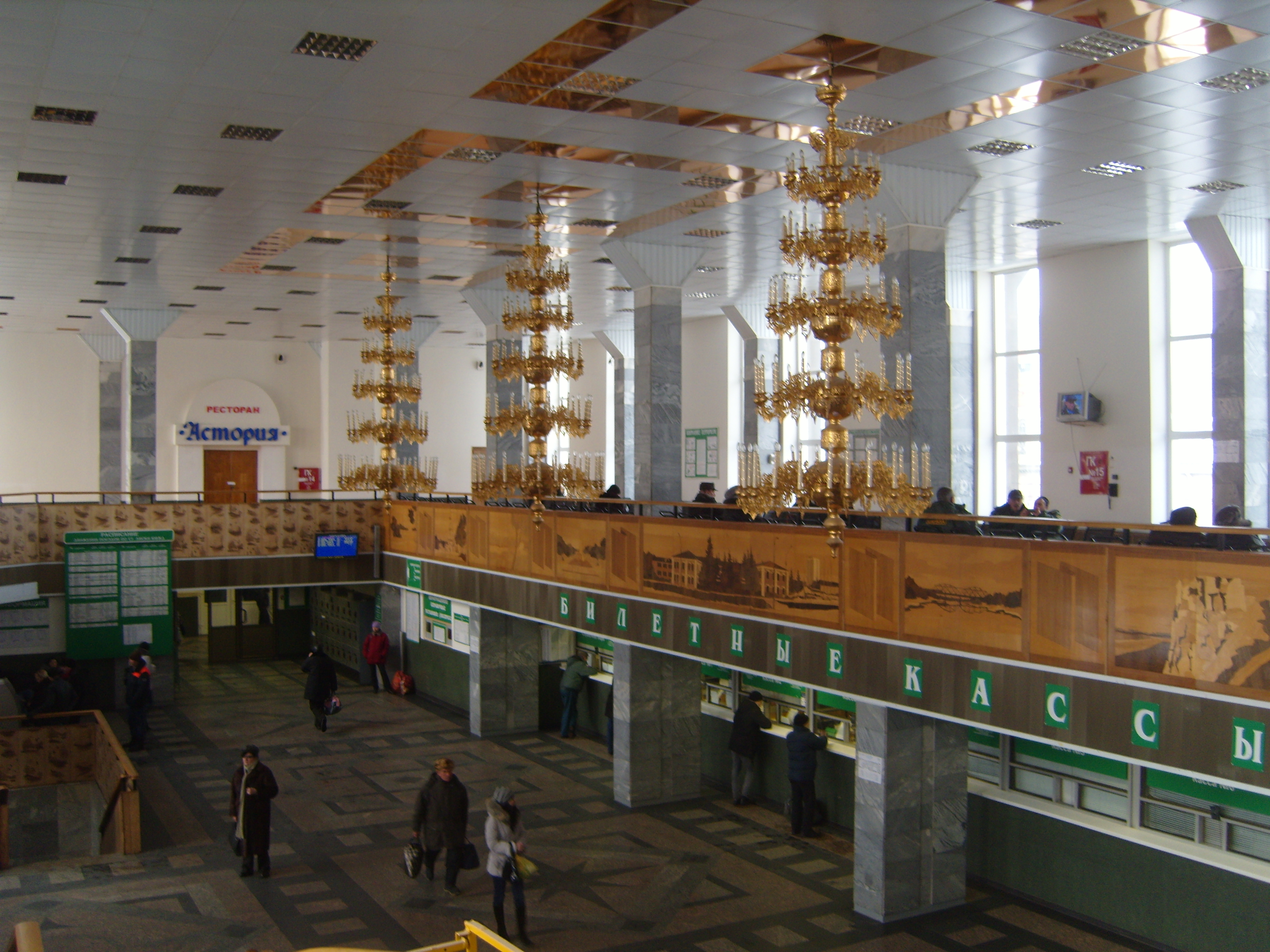
Vnitřní výzdoba nádraží
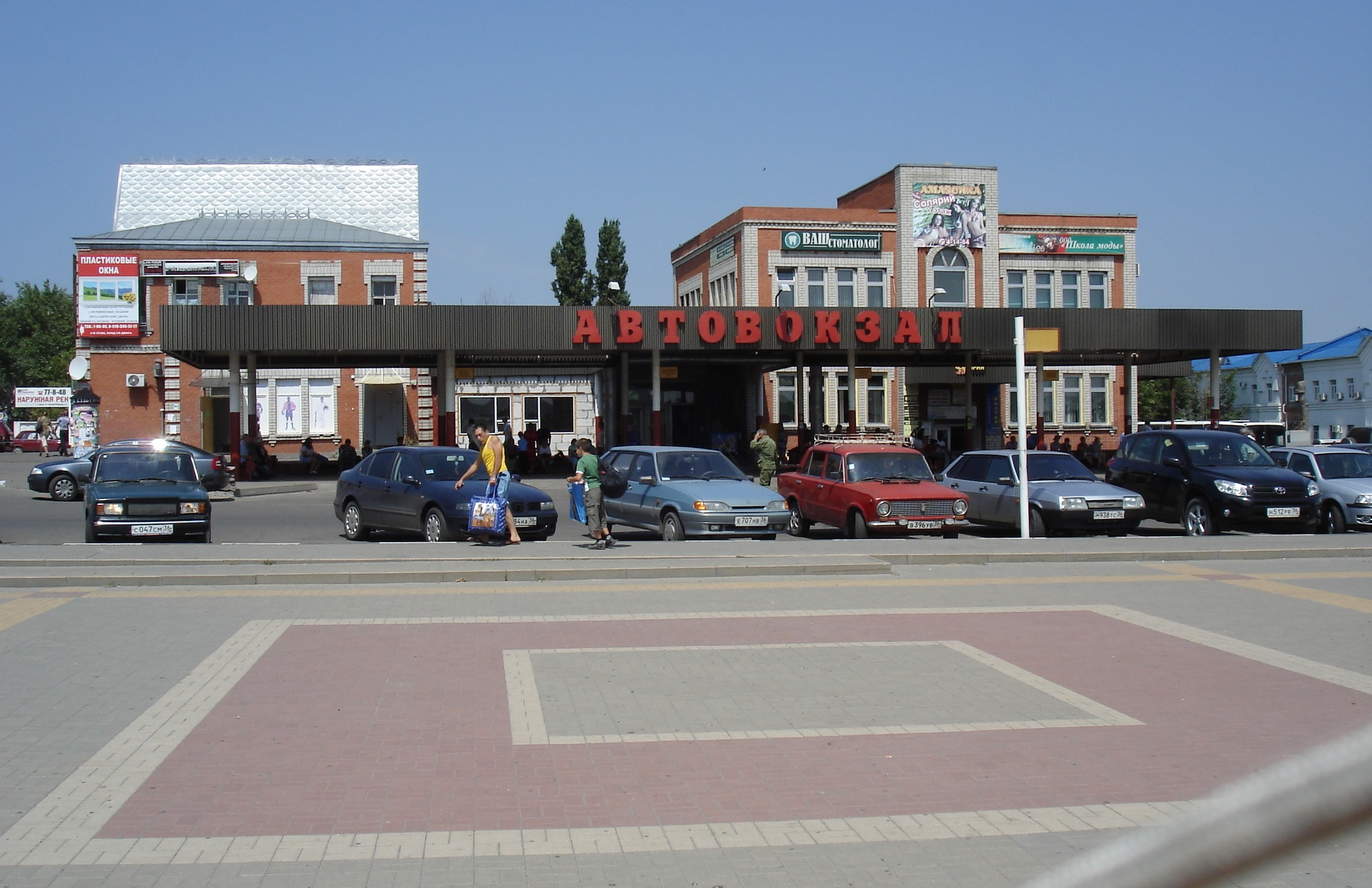
Autobusové nádraží v létě, 2012
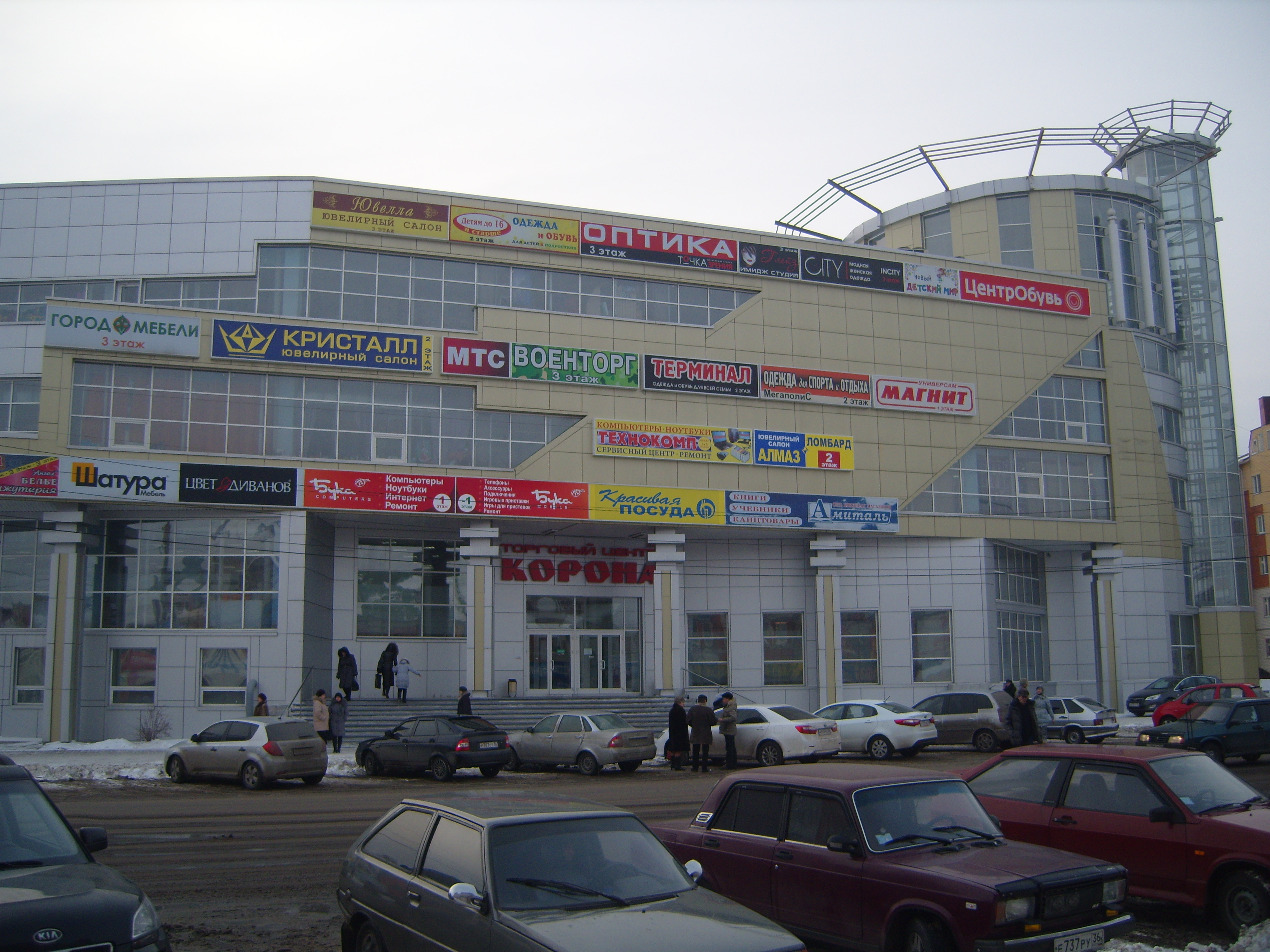
Nákupní centrum Korona
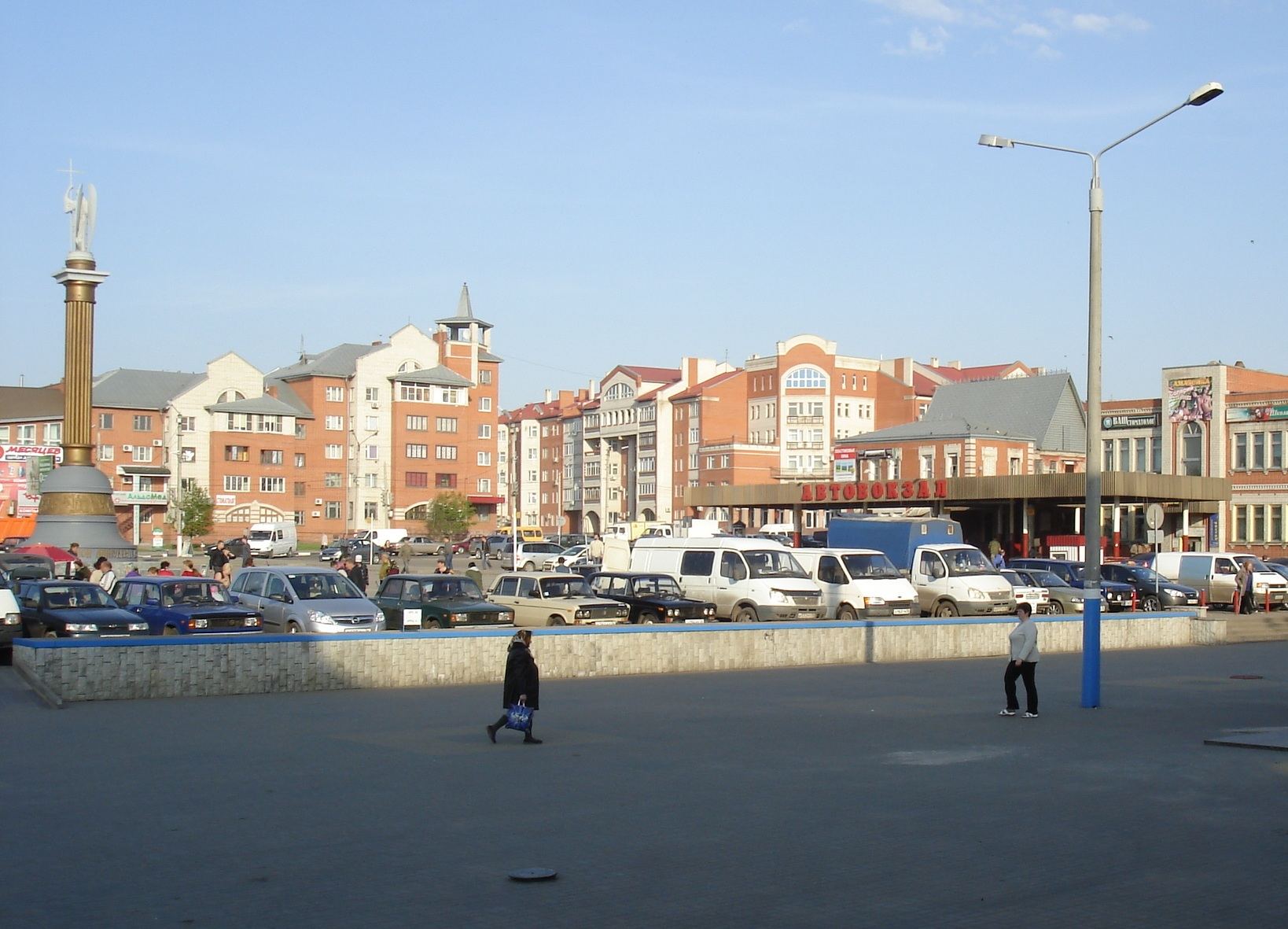
Pohled na autobusové nádraží
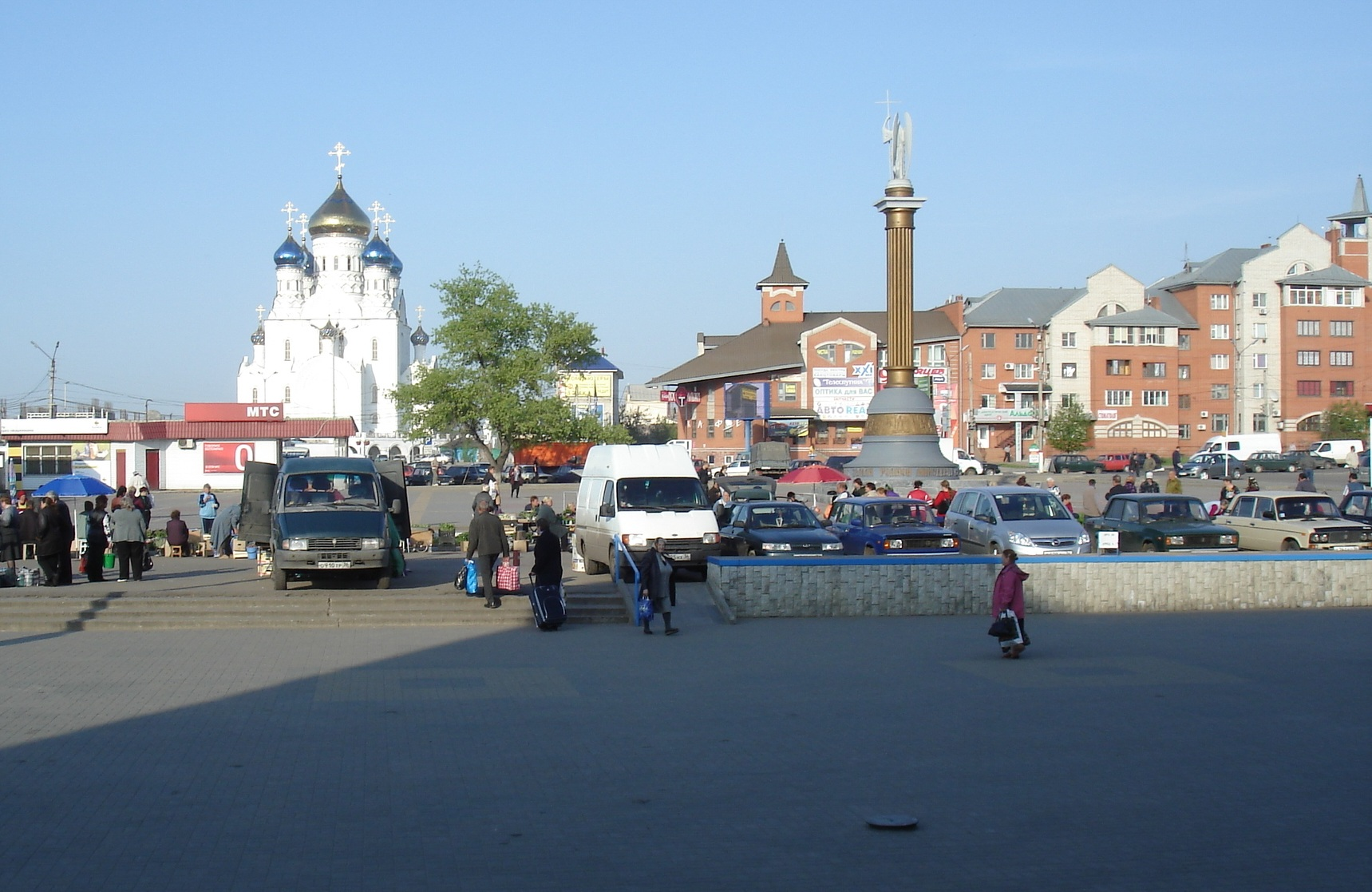
Pohled na katedrálu od železničního nádraží
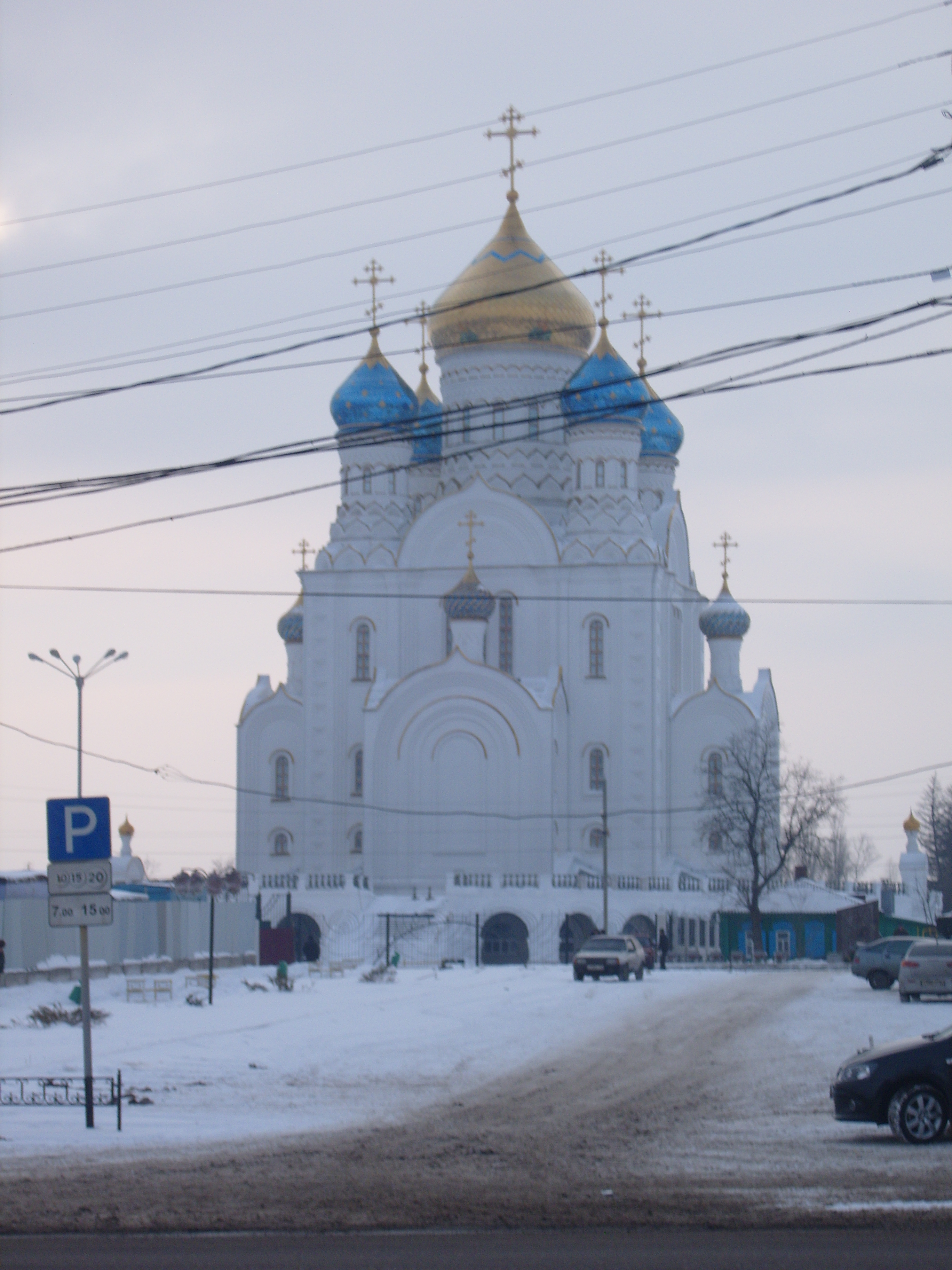
Chrám Vladimirské ikony Matky Boží
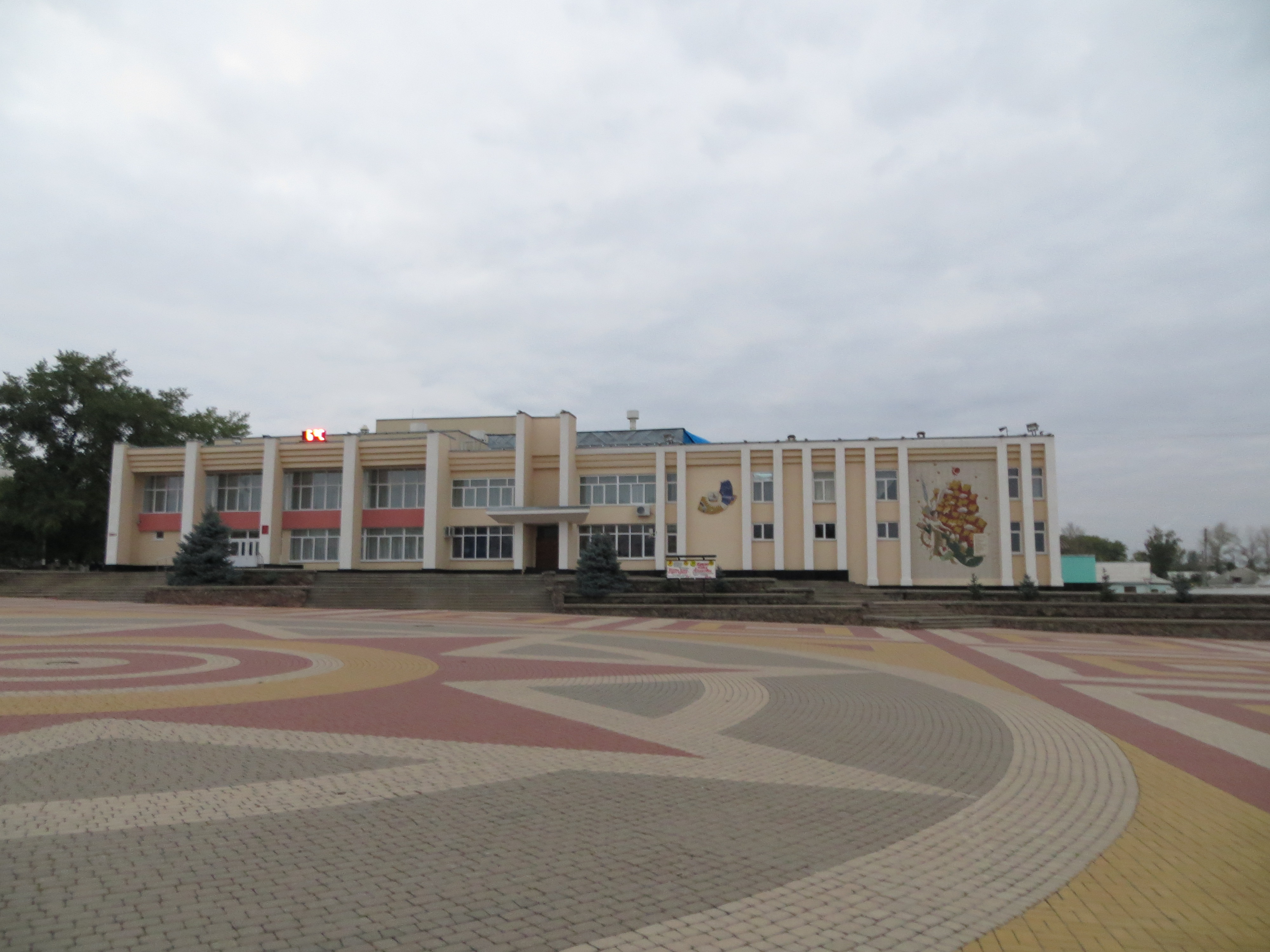
Dům kultury, Leninovo náměstí